# Scandola Naturreservat
Scandola Naturreservat er et naturreservat i Middelhavet på den  nordvestlige del af  den franske ø Korsika. Sammen med de tilgrænsende områder Girolatabugten og Portobugten, som omgier Scandolahalvøya, har det siden 1983 vært et verdensarvsområde. Pianakløfterne syd for Portobugten blev tilføjet til verdensarvsområdet i 1996.
Scandola Naturreservat omfatter 19 km², hvorav 10 km² hav og vurderes  højt,  både biologisk og æstetisk.
Naturreservatet blev oprettet i 1975 og består af to adskilte områder; Elpa Nera-bugten og Scandolahalvøen. De spidse, rødlige klipper her kan være op til 900 m høje, og har flere grotter, og der er flere små øer og skær ud for. Området omfatter både  marine og terrestriske biotoper, og har flere sældne arter, og en stor grad af uberørt natur. Der er registreret 33 endemiske arter, hvoraf 16 er fredet. Fuglelivet omfatter fiskeørn, topskarv, lammegrib, vandrefalk, kuhls skråpe og måger.
Enkelte dele af området har præg af græsning og andet kulturlandskab. Almindelig færdsel er tilladt i reservatets landdel, men ikke indsamling af planter eller æg. I havdelen er fiskeri, dykning og indsamling af dyr og planter forbudt.